# José María Salaverri
Pour les articles homonymes, voir Salaverri.
José María Salaverri Aranegui est un prêtre marianiste et écrivain espagnol, né le 25 mars 1926 à Vitoria et mort le 1er février 2018 à Valence (Espagne). Il est connu pour ses nombreux ouvrages bibliographiques, et fut le directeur spirituel du vénérable Faustino Pérez-Manglano.

## Biographie
José María Salaverri  devint religieux en 1944 puis fut ordonné prêtre en 1954, dans la Société de Marie (marianistes). Il servit comme provincial de la province marianiste de Saragosse et fut nommé supérieur général des Marianistes à Rome de 1981 à 1991. Une nouvelle Règle de vie, ayant été approuvée au cours du chapitre général de 1981, puis ratifiée en 1983, une de ses principales tâches, en tant que supérieur général, fut de la faire connaître et vivre par tous les religieux.
Il est l'auteur de nombreuses biographies de témoins de la foi chrétienne, en particulier de Faustino Pérez-Manglano (1946-1963).

## Ouvrages
- Jakob Gapp, martyr de la foi, éditions Saint-Augustin - 1997
- Et si Dieu me parlait, éditions du Jubilé, 1998
- Les Pains et les poissons de Faustino, éditions du Jubilé, 2004
- Morts pour le Christ, Madrid été 1936, édition DFR, 2007
- Roi selon le cœur de Dieu, Baudouin Ier, édition Tequi, 2007
- Héloïse - Dans le sillage de Faustino, la joie et la croix, éditions du Jubilé, 2011
- France-Japon, les Marianistes dans la renaissance du Japon (1888-1946), éditions du Jubilé, 2017